# سكوت فلوري
سكوت فلوري هو لاعب كرة قدم كندية كندي، ولد في 15 يوليو 1976 في ريجاينا في كندا.

## وصلات خارجية
- سكوت فلوري على موقع JustSportsStats.com (الإنجليزية)